# Curitiba Challenger 1997
Il Curitiba Challenger 1997 è stato un torneo di tennis facente parte della categoria ATP Challenger Series nell'ambito dell'ATP Challenger Series 1997. Il torneo si è giocato a Curitiba in Brasile dal 12 al 18 maggio 1997 su campi in terra rossa.

## Vincitori

### Singolare
Gustavo Kuerten ha battuto in finale  Răzvan Sabău con il punteggio di 3–6, 6–4, 6–3

### Doppio
Glenn Weiner /  Herbert Wiltschnig hanno battuto in finale  Eduardo Medica /  Mariano Puerta con il punteggio di 6–3, 6–4